# Olivia d'Abo
Olivia Jane d'Abo (Paddington, 22 gennaio 1969) è un'attrice britannica.
È nota principalmente per i ruoli di Karen Arnold in Blue Jeans e di Nicole Wallace, nemico ricorrente di Law & Order: Criminal Intent.

## Biografia
Ha debuttato nel ruolo di supporto della principessa Jehnna in Conan il Distruttore, realizzato nel giugno 1984.
Olivia d'Abo ha inoltre registrato un album discografico intitolato Not TV, ed ha collaborato con Julian Lennon, Bon Jovi e Laura Pausini.
Figlia della modella e attrice Maggie d'Abo nonché cugina dell'attrice Maryam d'Abo, è stata sposata con il compositore Patrick Leonard, dal quale ha avuto un figlio.

## Filmografia parziale

### Cinema
- Conan il distruttore (Conan the Destroyer), regia di Richard Fleischer (1984)
- Bolero Extasy (Bolero), regia di John Derek (1984)
- Il sogno di Robin (Flying\Dream to believe), regia di Paul Lynch (1986)
- Bullies, regia di Paul Lynch (1986)
- I visitatori del sabato sera (The Spirit of '76), regia di Lucas Reiner (1990)
- Nome in codice: Nina (Point of No Return), regia di John Badham (1993)
- Caro zio Joe (Greedy), regia di Jonathan Lynn (1994)
- Imprevisti di nozze (It Had to Be You), regia di Steven Feder (2000)
- Mistero alle Bermuda (The Triangle), regia di Lewis Teague (2001)
- Il violinista del diavolo (The Devil's Violinist), regia di Bernard Rose (2013)
- Mai fidarsi di uno sconosciuto (Stolen from the Suburbs), regia di Alex Wright (2015)

### Televisione
- Blue Jeans (The Wonder Years) – serie TV, 84 episodi (1988-1993)
- Star Trek: The Next Generation  – serie TV, episodio 6x06 (1992)
- Law & Order: Criminal Intent – serie TV, 5 episodi (2002-2008)
- Jo – serie TV, episodio 1x08 (2013)
- Elementary – serie TV, episodio 2x07 (2013)
- Psych – serie TV, episodio 8x01 (2014)
- L'identità rubata (The Wrong Son), regia di Nick Everhart – film TV (2018)
- La signora di Purity Falls (Purity Falls), regia di Sam Irvin – film TV (2019)

### Doppiatrice
- Star Wars: The Clone Wars - serie TV, 7 episodi (2008-2009)
- Star Wars - L'ascesa di Skywalker (Star Wars: The Rise of Skywalker), regia di J. J. Abrams (2019)
- Invader Zim e il Florpus (2019)

## Doppiatrici italiane
Nelle versioni in italiano delle opere in cui ha recitato, Olivia d'Abo è stata doppiata da:
- Claudia Razzi ne Il violinista del diavolo, Mai fidarsi di uno sconosciuto, La signora di Purity Falls
- Emanuela Rossi in Una squadra di classe
- Anna Lana in Law & Order - Criminal Intent
- Cristiana Lionello in Conan il distruttore
- Daniela Abbruzzese ne L'identità rubata
- Giò Giò Rapattoni in Psych
- Sabrina Duranti in Code Black
- Elena Morara in Bandit

Da doppiatrice è sostituita da: 
- Selvaggia Quattrini in Star Wars: The Clone Wars (film e serie animata)
- Laura Boccanera in Star Wars: L'ascesa di Skywalker
- Marina Guadagno in Ultimate Avengers 2